# Motor TBi

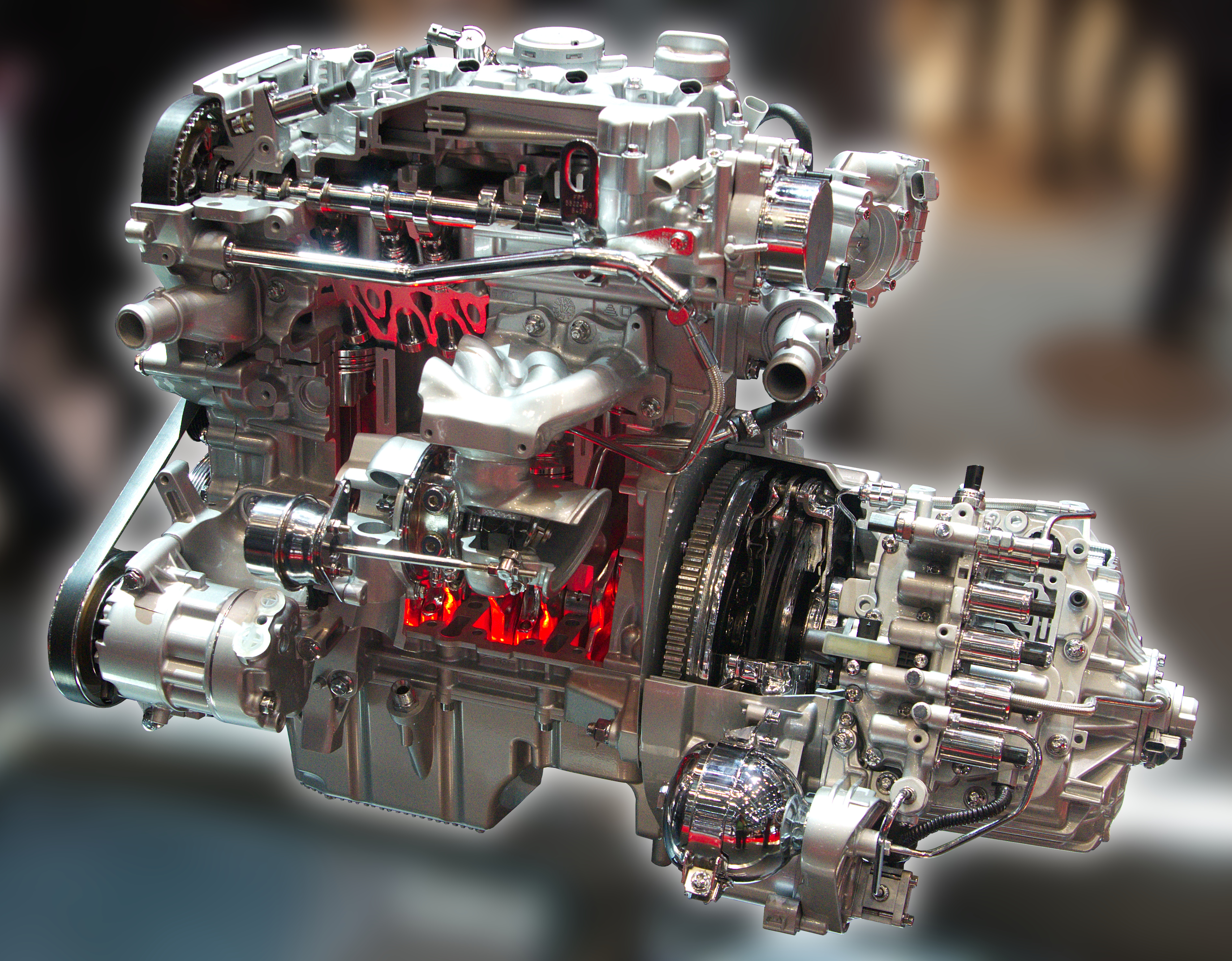
Motor TBi del Alfa Romeo 4C.

Motor TBi (acrónimo de Turbo Benzina Iniezione) es la denominación comercial de un motor desarrollado por Fiat Group Automobiles y utilizado en automóviles Alfa Romeo.

## Automóviles
- Alfa Romeo 159

- Alfa Romeo Brera

- Alfa Romeo Spider (2006)

- Alfa Romeo Giulietta (2010)

- Alfa Romeo 4C

- Lancia Delta (2008) (Di Turbo Jet)